# شب‌بخیر سایگون
"شب‌بخبر سایگون" آهنگی نوشته شده توسط بیلی جوئل است که ابتدا در آلبومِ پردهٔ نایلونی رونمایی شده. این آهنگ دربارهٔ جنگ ویتنام است. شب‌بخیر سایگون توصیفگرِ شرایط و حالات تفنگداران آمریکایی در خلالِ جنگ ویتنام است که داستانِ آن‌ها را از زمینِ تمرین جزیره پریس تا بخش‌های مختلفِ جنگ در ویتنام را در بر می‌گیرد.
سایگون نام قدیمی شهر هوشی‌مین است، که پیش از جنگ پایتختِ ویتنامِ جنوبی بود.

## محتوا
آهنگ با صدای بالگردِ بل ای‌اچ-۱ کبرا آغاز می‌شود و بیلی جوئل، داستان را از خارج از ویتنام و جمع شدن افراد در زمین تمرین جزیره پریس آغاز می‌کند. آهنگ با تعریف بخشی از تمرین و سپس عازم شدن به ویتام ادامه می‌یابد. نبرد با ویت کنگها در روز و شب را به این صورت تشریح می‌کند:

«ما روز را داشتیم
ناپالم در دستانمان بود

آن‌ها حکمران شب‌ها بودند

و هر شب، طولانی به مانند ۶ هفته بود..»

بخشی از این آهنگ تکرار موضوع با هم بودن و تنها گذاشتن ان‌ها از سوی مرکز بود:

«و ما به یکدیگر اتکا داشتیم
مانند برادر به برادر
...

و ما ترجیج دادیم که با هم باشیم،

ما گفتیم ترجیح می‌دهیم که باهم باشیم،

بله ما ترجیج می‌دهیم با هم باشیم»

سپس از دوستانش یاد می‌کند و می‌گوید که در غبار جنگ، درست یا غلط دیگر مطرح نبود.

## رتبه فروش
| رتبه (۱۹۸۳)        | رتبهٔ برتر |
| ------------------ | --------- |
| جدول فروش بلژیک    | ۱         |
| آلمان              | ۱         |
| جدولِ فروشِ ایرلند   | ۱۹        |
| جدولِ فروشِ بریتانیا | ۲۹        |
| بیلبورد ۱۰۰ آمریکا | ۵۶        |

{

## پیوند
- نظرِ در مجلهٔ رولینگ استون
- نظر در Daily Vault
- متن کامل این ترانه در مترولیریکس